# Juin 1772

## Événements
- 9 juin : le Gaspee, frégate douanière britannique, est incendiée par les patriotes américains du Rhode Island[1].
- 10 juin (30 mai du calendrier julien) : armistice de Giurgewo entre les armées turque et russe sur le Danube. En juin, un armistice est signé à Paros entre les flottes russe et turques[2]..
- 12 juin : Marion Dufresne est tué et mangé par les Maoris de la Baie des Îles en Nouvelle-Zélande[3].
- 22 juin : affaire James Somersett (Somersett's Case). Le Comité pour l’abolition de la traite, fondé à Londres par Thomas Clarkson et Granville Sharp, gagne un procès, où, se référant au droit naturel et à l’absence en Angleterre de toute loi ou coutume admettant l’esclavage, la Cour Royale d'Angleterre libère un esclave noir qui s’était enfui et qui avait été repris par son maître sur le sol anglais. L’arrêt de William Murray proclame la liberté de tout esclave débarquant en Grande-Bretagne. De 10 000 à 14 000 esclaves noirs alors en Grande-Bretagne sont affranchis[4].

## Naissances
- 3 juin : Charles François Soisson, militaire français († 1840).
- 8 juin : Robert Stevenson, ingénieur civil écossais connu pour avoir construit le phare de Bell Rock situé dans la mer du Nord († 1850).

## Décès
- 15 juin : Louis-Claude Daquin, compositeur français.